# Wellington (Washington)

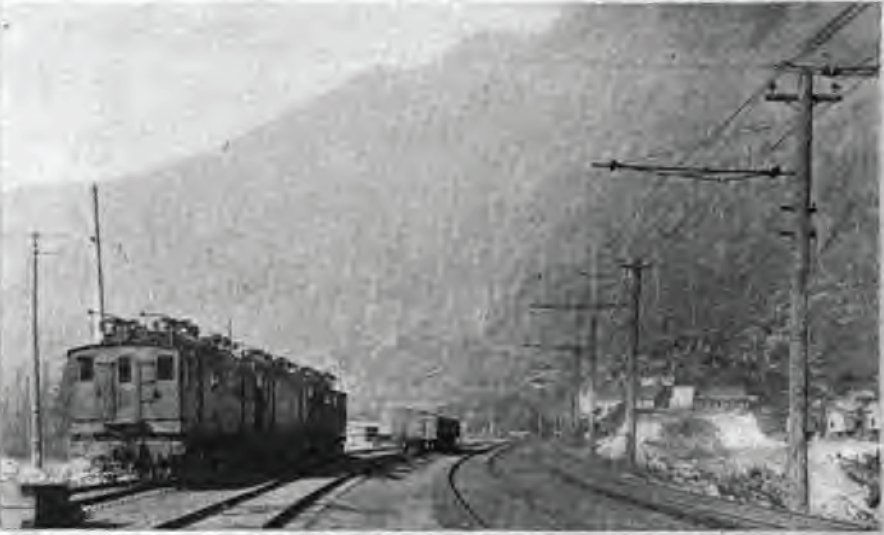
Wellington abans de l'allau de 1910

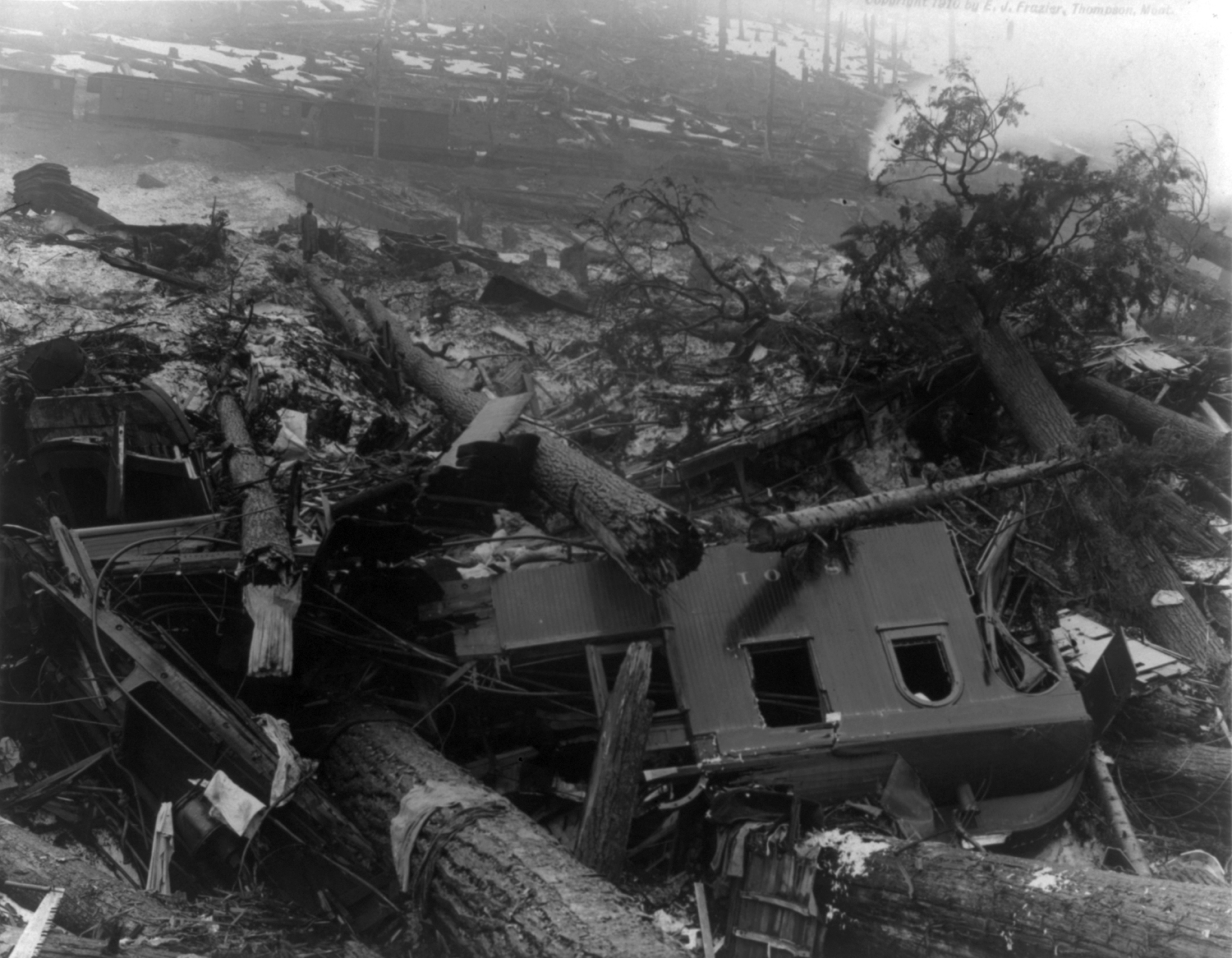
Descarrilament de tren causat per l'allau

Wellington (més tard coneguda com a Tye) és una ciutat fantasma. Wellington va ser una petita comunitat no incorporada (unincorporated community) i una comunitat ferroviària del Great Northern Railway al nord-est del Comtat de King, Estat de Washington. Va ser fundada el 1893, i estava situada al portal oest del Cascade Tunnel original sota el Stevens Pass. Hi va passar la desgràcia d'una gran allau el dia 1 de març de 1910 on 96 persones moriren. Aquest ha estat el pitjor allau, en termes de pèrdues de vides humanes, de la història dels Estats Units. Després de la gran desgràcia, aquesta ciutat va canviar el seu nom a Tye, pel proper riu Tye. Tye va ser abandonat l'any 1929 quan va entrar en funcionament el segon Cascade Tunnel.